# コベルコ建機
コベルコ建機株式会社（コベルコけんき、英: KOBELCO CONSTRUCTION MACHINERY CO., LTD.）は、日本の大手建設機械メーカー。
神戸製鋼グループに属する。

## 沿革
- 1930年 - 国産建設機械第1号機となる電気ショベル50K（1.5m3）発売。
- 1955年 - アメリカP&H社と技術提携、クレーン等の技術を導入。
- 1976年 - 初めて自社技術によりクローラ式油圧ショベルH208（0.3m3）発売
- 1980年 - 国産初の固定式ニブラー装着自動車解体機を発売。
- 1983年 - 神戸製鋼所が油谷重工に資本・経営参加。
- 1999年10月1日 - 神戸製鋼所から建設機械カンパニー（クレーン製造部門・企画統括部門）を分社し、それに国内の販売会社である神鋼コベルコ建機とショベル製造部門の油谷重工を統合して製販一体となって設立。
- 2004年4月1日 - クレーン事業を分社化。神戸製鋼所の完全子会社としてコベルコクレーン株式会社が設立。
- 2010年9月1日 - ボーマクジャパンの活動休止に伴い、日本唯一のボーマク製品の輸入総代理店となる[1]。
- 2012年12月26日 - CNHグローバル社との業務提携の解消を発表。
- 2015年10月1日 - 神戸製鋼所の完全子会社となる[2]。
- 2016年4月1日 - コベルコクレーンを吸収合併[3]。
- 2022年12月5日 ‐ 遠隔操作「K-DIVE」のサービス提供を開始

## 事業内容
建設機械、運搬機械の製造、販売、サービス
- 油圧ショベル - 同社の主力商品でミニショベルから高層建築物用の超大型機までを手掛ける。
- 油圧ショベルベースの応用機、特殊仕様機 - 近年は応用機が非常に増えている。
- ホイールローダ
- クローラークレーン（ラチスブーム、テレスコピックブーム） - 国内シェア約50%、世界シェア約17%
- ラフテレーンクレーン
- オールテレーンクレーン - 米国GROVE社のモデルをコベルコブランドで販売。
- 基礎工事機械

など

## ハイブリッドショベル
1999年秋、NEDO※からの受託研究事業として研究がスタートしたハイブリッド技術。理論も技術もゼロの状態から、2006年春に燃費40%削減を達成した世界初のハイブリッド油圧ショベルを開発した。2010年にはSK80Hとして量産、販売を開始し、地球温暖化防止活動環境大臣表彰を受賞。2012年に発表された20tクラスSK200H-9では、発電電動機と旋回電油モータを採用し、大幅な燃費削減に成功した。そして2016年、業界初のリチウムイオンバッテリを採用したSK200H-l0が完成。大型の発電電動機を大容量のリチウムイオンバッテリで駆動することにより、エンジンを継続的にアシストし、負荷を大きく軽減。低燃費と作業量アップを高次元で両立。
※NEDO：国立研究開発法人新エネルギー・産業技術総合開発機構

## 極低騒音ショベル技術「iNDr」
都市部の工事では、騒音や防じん対策といった周辺環境への配慮と、現場での安全性の確保がより求められる。2001年、“極低騒音”のスローガンのもと低騒音化プロジェクトがスタート。神戸製鋼神戸総合技術研究所と連携し、6年間の試行錯誤を重ねた末に、新発想の低騒音メカニズム「iNDr」を開発した。エンジンの冷却方法に「ダクト化」「オフセット」「マスク」という3つの考え方を取り入れ、確かな冷却性能を維持しながら大幅な低騒音化と防じん性・メンテナンス性の向上を実現した。https://www.youtube.com/watch?v=oiNK9uQdhCQ

## その他

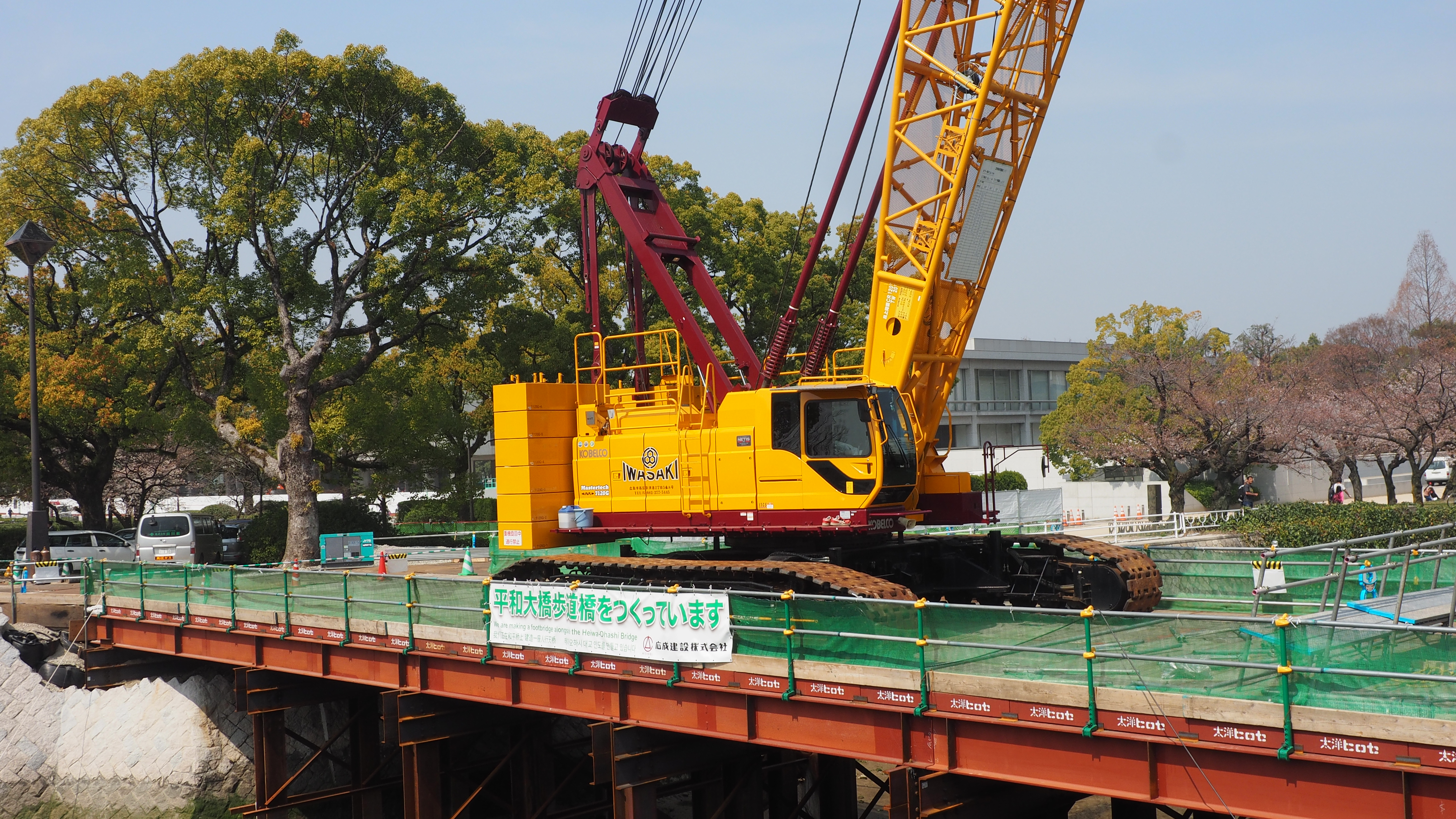
クローラークレーン、Mastertech 7120G。広島市の平和大橋歩道橋工事で（2018年）

同社の建設機械に記載されているローマ字と数字の組み合わせの例は神鋼コベルコ(SK)、車両重量 (125)、ホイールローダー (W)、つまりSK125Wの場合神鋼コベルコ製の12.5tホイールローダーと識別出来る。
自社開発した、世界一の作業高さ65ｍ超（およそ21階建てビルに相当）を実現した超大型ビル解体専用機「SK3500D」が、“世界一ノッポなビル解体機”としてギネスブック(GUINNESS WORLD RECORDS)に認定されている。
2016年米国サウスカロライナ州スパータンバーグ郡の油圧ショベル新工場が稼働を開始。
日野自動車によるエンジン不正問題により、2022年8月より日野製エンジンを搭載する建設機械の受注を停止している。リコールなどに関しては日野と協議するとしている。

## 国内子会社
- コベルコ建機日本株式会社
- コベルコ建機エンジニアリング株式会社
- コベルコ建機インターナショナルトレーディング株式会社
- コベルコ教習所株式会社
- 株式会社ササイナカムラ
- トーヨースギウエ株式会社
- ワイズヨシハラ株式会社

## 海外法人
- Kobelco Construction Machinery U.S.A. Inc. （米国）
- Kobelco Construction Machinery Europe B.V. （オランダ）
- 神鋼建機（中国）有限公司　（中国）
- 成都神鋼建機融資租賃有限公司　（中国）
- 杭州神鋼建設機械有限公司　（中国）
- Kobelco Construction Machinery Southeast Asia Co., Ltd.　（タイ）
- Kobelco International (S) Co., Pte. Ltd.　（シンガポール）
- Ricom Private Limited（シンガポール）
- Pt Daya Kobelco Construction Machinery Indonesia （インドネシア）
- Kobelco Construction Machinery Malaysia Sdn. Bhd.（マレーシア）
- Kobelco Construction Machinery Australia Pty. Ltd.（豪州）
- Kobelco Construction Machinery Middle East & Africa Fzco.（U.A.E.）
- Kobelco Construction Equipment India Pvt. Ltd.（インド）